# Tanque d'Arca
Tanque d'Arca est une municipalité brésilienne dans l'État de l'Alagoas.